# Lastreopsis
Lastreopsis, rod papratnica iz porodice rebračevki (Dryopteridaceae), kojemu je na popisu 21 vrsta iz jugoistočne Azije i Pacifika. Tri vrste iz Novog svijeta koje su još na popisu potrebno je prebaciti u druge rodove

## Vrste
1. Lastreopsis abscondita Perrie & Amice
2. Lastreopsis amplissima (C.Presl) Tindale
3. Lastreopsis davalliaeformis (Tardieu) Tardieu
4. Lastreopsis davallioides (Brack.) Tindale
5. Lastreopsis decomposita (R.Br.) Tindale
6. Lastreopsis dissecta (C.T.White & Goy) Labiak, Sundue & R.C.Moran
7. Lastreopsis hispida (Sw.) Tindale
8. Lastreopsis killipii (C.Chr. & Maxon) Tindale
9. Lastreopsis marginans (F.Muell.) D.A.Sm. & Tindale ex Tindale
10. Lastreopsis nephrodioides (Baker) Tindale
11. Lastreopsis poecilophlebia (Hook.) Labiak, Sundue & R.C.Moran
12. Lastreopsis silvestris D.A.Sm. ex Tindale
13. Lastreopsis subrecedens Ching
14. Lastreopsis subsericea (Mett.) Tindale
15. Lastreopsis subsparsa (Alderw.) Tindale
16. Lastreopsis tenera (R.Br.) Tindale
17. Lastreopsis tripinnata (F.Muell. ex Benth.) Labiak, Sundue & R.C.Moran
18. Lastreopsis velutina (A.Rich.) Tindale
19. Lastreopsis vieillardii (Mett.) Tindale
20. Lastreopsis walleri Tindale
21. Lastreopsis wurunuran (Domin) Tindale